# Martin Přemyslovic
Martin Přemyslovic (†1549) OPraem byl od roku 1530 opatem premonstrátské kanonie v Hradisku u Olomouce, v roce 1542 se stal světícím biskupem olomouckého diecézního biskupa Stanislava Thurza.